# Arizona Beverage Company
Pour les articles homonymes, voir Arizona (homonymie).
Arizona Beverage Company, stylisé AriZona, est une société américaine commercialisant de nombreux thés glacés, jus de fruits et boissons énergisantes.

## Histoire
La marque est lancée en 1971 par John Ferolito et Don Vultaggio aux États-Unis où elle est le thé glacé le plus vendu.

## Produits
Arizona est une compagnie qui vend des thés glacés de différents goûts.